# I Will Survive
《I Will Survive》是美国歌手葛洛莉雅·盖诺的热门歌曲，于1978年10月发行，由弗雷迪·佩伦（Freddie Perren）和迪诺·费卡里斯（Dino Fekaris）创作。这首歌在首次发行后十分畅销，至今仍是流行的迪斯科代表曲目，也獲美国唱片业协会认证为双铂金唱片。
该曲的歌词描述了主人公在经历了一次心碎的分手后发现了自己的力量，自信随着歌曲的行进而增长，伴随着激情的背景器乐伴奏。它是史上最著名的迪斯科歌曲之一，也是盖诺最热门的作品。它于1979年在广播上大量播出，在告示牌百强单曲榜和英國單曲排行榜上达到第一位并保持了连续几周。这首歌也经常被认为是女性力量的象征和一首同志国歌。

## 其他版本
- 香港歌手黃寶欣曾將此曲改編為粵語版《說謊的東西》，收錄在其1989年專輯《仍是衷心祝福你》。
- 2020新加坡電影男兒王（英文：Number 1）中扮演主角的李國煌有演唱閩語重新填詞的《我站起來》
- 《英国好声音》选手利亚·麦克福尔在第一次现场表演中以Chantay Savage的风格演唱了这首歌。演出的录音室录音发布后，在英国iTunes上排名第三。这首歌于2013年6月9日在英国单曲榜上排名第16，并在接下来的一周内排名第8。

## 影響
在2015年10月的電影絕地救援中，以此歌作為片尾曲，以呼應故事遇到絕境也不要放棄，就算生存機率渺茫，也要勇敢地去為生存而嘗試，而不是空等死亡。